# Andrés Córdova

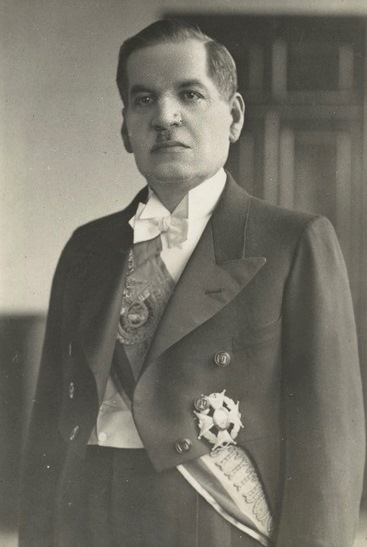
Andrés Córdova (1939)

Andrés Fernández de Córdova Nieto (* 8. Mai 1892 in Cañar; † 3. Oktober 1983 in Quito) war ein ecuadorianischer Jurist und Politiker der Liberalen Partei und vom 10. Dezember 1939 bis 10. August 1940 Machthaber (encargado del poder) seines Landes.
Córdova promovierte 1920 an der Universidad de Cuenca in Jura und arbeitete anschließend als Hochschullehrer und später Rektor. Er war Abgeordneter des Parlaments, Senator und in der Regierung Luis Larrea Alba Bauminister. 1939 war er ebenfalls im Parlament vertreten, in diesem Jahr starb der Präsident Aurelio Mosquera Narváez, der nur kurz von Senatspräsident Carlos Alberto Arroyo del Río ersetzt wurde. Daraufhin wurde Córdova in seiner Funktion als Vorsitzender des Unterhauses kurzzeitig Präsident und bereitete Präsidentschafts- und Parlamentswahlen vor.
Nach seiner Amtszeit war er weiterhin politisch tätig, als Bürgermeister von Cuenca und 1951 als Innenminister unter Präsident Galo Plaza Lasso. Ebenfalls war er weiterhin als Hochschullehrer und Dekan tätig, später auch an der Universidad Central del Ecuador.
1968 trat Córdova bei den Präsidentschaftswahlen an, unterlag aber Velasco Ibarra.